# 내행성과 외행성
내행성(內行星, inferior planet)과 외행성(外行星, superior planet)은 기준 행성의 공전궤도보다 상대적으로 안쪽을 공전하고 있는 행성과 바깥쪽을 돌고 있는 행성을 각각 일컫는 명칭이다. 예를 들어 지구를 기준으로 하면 수성과 금성이 내행성이며, 화성부터 해왕성까지가 외행성이 된다. 수성을 기준으로 하면 내행성이 없게 되고 해왕성을 기준으로 하면 외행성이 없다.
프톨레마이오스의 우주론에서 유래하였다. 당시 프톨레마이오스는 지구가 태양 주위를 공전하는 행성이라는 생각을 하지 않았지만, 행성의 겉보기 운동과 그 주기를 기준으로 내행성과 외행성을 구분할 수 있었다.
으로 사라지지 않고 빛이 약하게 보이는 상태에서 육안으로 쉽게 관측이 가능하다.
이 때 관측되는 내행성은 태양을 중심으로 얼마간의 거리를 유지하기 때문에, 관측되는 내행성은 거의 일정한 최대이각을 갖는다.

## 외행성의 겉보기 운동
외행성은 지구에서 관측했을 때 황도를 따라 운동하며, 태양과 지구와의 상대적인 위치에 따라 충, 합, 순행과 역행 등의 복잡한 운동을 한다.
지구를 중심으로 외행성과 태양이 이루는 각도가 90˚나 180˚등의 특별한 각도를 이룰 때, 충이나 합 등의 현상이 일어난다. 충과 합은 지구를 중심으로 외행성과 태양이 직선으로 정렬했을 때에 일어나는 현상으로, 충은 태양과 외행성 사이의 각도가 180˚, 합은 태양과 외행성 사이의 각도가 0˚일 때를 말한다. 동구와 서구는 태양과 외행성의 사잇각이 90˚가 되었을 때이며, 태양이 남중했을 때 외행성이 동쪽에 있으면 동구, 서쪽에 있을 경우 서구라 한다.
또한 외행성과 지구의 공전 주기 차이로 순행과 역행이 일어난다. 지구가 태양 주위를 반시계 방향으로 공전하므로 천구에 대해 태양의 위치는 계속해서 동쪽으로 이동하는데, 외행성의 황도상 위치가 태양과 같은 방향으로 움직일 때를 순행이라 하고, 태양과 반대 방향으로 움직일 때를 역행이라 한다.

## 같이 보기
- 지구형 행성·목성형 행성